# Endoceratidae
Endoceratidae je jednou z vyhynulých čeledí hlavonožců. Jedná se o vyhynulé organismy z dob prvohor (přesněji spodního a středního ordoviku), vyznačující se značně dlouhými přímými schránkami, které mohly dosáhnout délky až kolem 5,7 metru, přestože se jejich průměr pohyboval pouze kolem 5 cm.
Tito pravěcí vodní měkkýši žili převážně v teplých a mělkých mořích. Po zástupci jménem Vaginoceras jsou nazvány vaginátové vápence v baltském ordoviku.